# Семетей (Таласская область)
Семетей (до 2024 года — Покровка) — село, административный центр Манасского района Таласской области Кыргызстана и Покровского аильного округа в его составе. Код СОАТЕ — 41707 225 833 01 0.

## Население
По данным переписи 2021 года, в селе проживало 15000 человек.